# كونيرز
كونيرز (بالإنجليزية: Conyers, Georgia)‏ هي مدينة تقع في مقاطعة روكديل، جورجيا بولاية جورجيا في الولايات المتحدة. تبلغ مساحة هذه المدينة 30.9 (كم²)، وترتفع عن سطح البحر 274 م، بلغ عدد سكانها 13941 نسمة في عام 2010 حسب إحصاء مكتب تعداد الولايات المتحدة.

## أعلام
- داكوتا فانينغ
- جيل أرينغتون
- إيل فانينغ
- رايموند جي. ديفيس
- تايلر أوستين
- سايلنتو

## وصلات خارجية
- Cities & Counties - Georgia.gov